# Kafa Al-Zou'bi
Pour les articles homonymes, voir Al-Zou'bi.
Kafa Al-Zou'bi (en arabe : كفى الزعبي), née en 1965 en Jordanie, est une romancière jordanienne. Son roman Cold White Sun est sélectionné pour le prix international de la fiction arabe en 2019.

## Biographie
Kafa Al-Zou'bi naît en 1965 à Ar-Ramtha, en Jordanie. Elle est diplômée de l'école secondaire Ramtha pour filles en 1984. Elle obtient un diplôme en génie civil de l'université d'État de Saint-Pétersbourg en Russie en 1992,,. Elle reste habiter en Russie pendant plusieurs années, y vivant de près la fin de l'Union soviétique. Elle quitte Saint-Pétersbourg en 2006 et revient habiter à Amman en Jordanie, où elle travaille comme journaliste et romancière, bien qu'elle conserve des liens étroits avec Saint-Pétersbourg.

## Romans
Al-Zou'bi a écrit six romans, cinq en arabe et un en russe,. Les romans d'Al-Zou'bi s'intéressent généralement à la vie intellectuelle et à l'existentialisme arabes.

### Liste des romans
- سقف من طين (Saqf min ṭīn – « Un toit d'argile »), Damas, Union des écrivains arabes, 2000[1],[4].
- ليلى والثلج ولودميلا (Laylá wa-al-thalj wa-Lūdmīlā – « Laila, la neige et Ludmilla » ), Beyrouth: The Arab Institute for Studies and Publishing, 2007. Également publié en russe, Moscou: Admarginen, 2010[2],[1].
- Go Back Home, Khalil, publié uniquement en russe. Moscou, 2009[2],[1],[5].
- ابن الحرام (Ibn Al-Harām), Damas et Beyrouth, Dār al-Takwīn, 2012[4].
- س (Sīn – « S » ), Damas: Dār al-Takwīn, 2014[4].
- شمس بيضاء باردة (Shams Baidha' Baridah – « Soleil blanc froid »), Beyrouth: Dar al-Adab, 2018.

### Réception critique
Les romans S et Laila, la neige et Ludmilla ont fait l'objet d'un symposium-débat entre le traducteur Alexander Habash et la romancière Faten Al-Murr au Salon international du livre de Beyrouth 2015. La discussion a porté sur l'interprétation des deux romans comme des textes potentiellement féministes. Le critique littéraire Ali Hassan Al-Fawaz a répondu par un article rejetant cette conjecture, et décrivant plutôt l'écriture d'Al-Zou'bi comme transcendant les simples interprétations politiques ; les romans d'Al-Zou'bi, soutient-il, nécessitent un lecteur qui saura relever les défis sémiotiques de son écriture symbolique.
Soleil blanc froid est sélectionné pour le prix international de la fiction arabe en 2019,. En tant que livre présélectionné, il est l'un des six titres sélectionnés parmi 134 candidats. Être présélectionné s'accompagne d'un prix de 10 000 $. Malgré ce succès international, le roman est confronté à la censure en Jordanie. En février 2018, la Commission des médias interdit la circulation de ce roman en Jordanie et demande aux distributeurs de réexporter les copies qu'ils ont en leur possession. La Commission a refusé de donner une raison précise de l'interdiction. Le roman parle d'un jeune intellectuel qui se sent mis à l'écart de la société conservatrice d'Amman. Une grande partie du livre prend la forme du journal d'un vieil homme qui était l'ancien occupant d'une chambre sans fenêtre. Ce récit soulève des questions existentielles sur l'éternité et la futilité, et la suppression de la culture intellectuelle arabe. Le critique littéraire Walid Abu Bakr décrit le roman comme une combinaison du mythe d'Enkidu dans l'épopée de Gilgamesh et du mythe de Sisyphe, opposant des modèles héroïques et absurdes d'éternité.
Le numéro 66 de Banipal, le magazine de littérature arabe moderne prend Kafa Al-Zou'bi comme auteur vedette de ce numéro, avec un essai sur ses influences littéraires, un extrait de Soleil blanc froid traduit en anglais (Cold White Sun) et une critique de ce roman. Cet extrait est le seul écrit d'Al-Zou'bi disponible en anglais à l'époque en 2019.